# High Kick!
High Kick! (hangul: 거침없이 하이킥; RR: Geochimeopsi Haikik, lit. Unstoppable High Kick), es una popular serie de televisión surcoreana transmitida del 6 de noviembre del 2006 hasta el 13 de julio del 2007, a través de MBC.
La serie es narrada a través de Lee Yoon-ho, y retrata las vidas diarias de su familia y cómo chocan el uno con el otro de un modo cómico.

## Historia
La serie gira en torno a la vida de la familia Lee y las personas que los rodean.
Aunque Lee Min-ho y Lee Yoon-ho son dos hermanos nacidos con un año de diferencia y que asisten a la misma clase en la escuela "Pungpa High School", son dos adolescentes completamente diferentes. Min-ho es un joven inteligente pero con una apariencia "débil" que disfruta pasar su tiempo en la web y haciendo modelos a escala, mientras que Yoon-ho es un joven fuerte, con bajas calificaciones y amante de las motocicletas a quien le gusta meterse en peleas en la escuela.
A ellos se les unen: su padre Lee Joon-ha, trabaja como un inversionista a tiempo completo, luego de ser despedido de su trabajo, sin embargo intenta mantener su optimismo aunque suele ser imprudente, su madre Park Hae-mi, es una exitosa doctora de medicina oriental y una mujer demasiado confiada, su tío Lee Min-yong es un padre soltero luego de pasar por un matrimonio breve con Shin Ji, su abuelo Lee Soon-jae, es un hombre duro que ama el dinero más que a nada en el mundo y su abuela Na Moon-hee, es una mujer que siempre está peleando y perdiendo con Hae-mi. Así como Kang Yoo-mi, la novia de Lee Min-ho y Kim Bum el mejor amigo de Min-ho.

## Reparto

### Personajes principales
| Actor                      | Personaje                    | N.º de episodios | Notas |
| -------------------------- | ---------------------------- | ---------------- | --- |
| Lee Soon-jae Lee Tae-ri    | Lee Soon-jae                 | -                | Es el jefe de la familia Lee y un médico que trabaja en su hospital de medicina coreana. Es una persona dura y estricta con los miembros de su familia y solo piensa en sí mismo. Siempre patea o golpea a otros miembros de su familia y debido a su comportamiento agresivo, puede actuar como un dictador, ya que nadie se atreve a contradecirlo. |
| Jeong Jun-ha               | Lee Joon-ha                  | -                | Es el hijo mayor de Lee Soon-jae y Na Moon-hee. A pesar de ser un hombre con sobrepeso, cabello rizado, desempleado y perezoso, es una persona compasiva. Ama comer por lo que es apodado como el "Señor de la Gula". Luego de ser despedido de la compañía en la que trabajaba, pasa su tiempo en casa como un inversionista sin éxito y depende de los ingresos de su esposa Park Hae-mi. |
| Choi Min-yong              | Lee Min-yong                 | -                | Es el segundo hijo de Lee Soon-jae y Na Moon-hee. Trabaja como profesor de educación física en la escuela "Pungpa High School" donde sus sobrinos estudian. Min-yong es lo opuesto a Joon-ha en muchos aspectos: es un hombre delgado, con cabello lacio, trabajador y guapo, sin embargo tiene una actitud desagradable hacia su padre y su cuñada Park Hae-mi, a quien no soporta. Después un matrimonio breve con Shin Ji, regresa a la casa de sus padres, y vive en un almacén ampliado en la partee de arriba el cual está conectado con la casa principal con un poste de bomberos.                                                                         |
| Kim Hye-seong              | Lee Min-ho                   | -                | Es el hijo mayor de Lee Joon-ha y Park Hae-mi, y hermano mayor de Yoon-ho. Es un joven brillante, pero físicamente más débil a comparación de Yoon-ho, aunque constantemente discute con él, Yon-ho siempre está dispuesto a protegerlo cuando es intimidado debido a su apariencia. Es muy buen amigo de Kim Bum, y cuando conoce a Kang Yoo-mi se enamora de ella y poco después se hacen novios. |
| Jung Il-woo Jo Young-min   | Lee Yoon-ho                  | -                | Es el hijo menor de Lee Joon-ha y Park Hae-mi. Es un joven alto, fuerte y atractivo, conocido por tener una fuerte patada y por amar las motocicletas. A pesar de ser muy popular entre las jóvenes de la escuela "Pungpa High School". A pesar de que sus calificaciones son bajas y a veces demuestra su total ignorancia, cuando era pequeño era un joven brillante, sin embargo luego de pasear en la parte trasera de la motocicleta de un amigo de su padre, se enamoró de ellas y comenzó a meterse en peleas, por lo que Hae-mi lo culpa por su mal comportamiento y calificaciones. A menudo es mal entendido y tienden a culparlo por cosas que no hizo. |
| Na Moon-hee Jung Ji-ahn    | Na Moon-hee                  | -                | Es la esposa de Soon-jae y la madre de Lee Joon-ha y Min-yong. Moon-hee es una mujer increíblemente fuerte y con un enorme apetito. A pesar de su edad, se encarga de limpiar, cocinar y cuidar de su nieto Lee Jun. Como Soon-jae y Park Hae-mi a menudo la regañan e insultan, constantemente sueña con que sufran. No soporta a Hae-mi y hace cualquier cosa para avergonzarla. |
| Park Hae-mi                | Park Hae-mi                  | -                | Es la esposa de Lee Joon-ha, sin embargo antes de casarse con él estaba enamorada de otro hombre y había aceptado la propuesta de matrimonio de Joon-ha luego de que él otro hombre la abandonara. Es una popular doctora y médico principal que trabaja en el hospital de Lee Soon-jae, a quien ayuda financieramente a mantener, cuando estaba a punto de cerrar. |
| Seo Min-jung               | Seo Min-jung                 | -                | Es la profesora de inglés de la escuela "Pungpa High School" y la maestra de Lee Min-ho, Lee Yoon-ho, Kim Bum, Hwang Chan-sung y Yeom Seung-hyun. Alquila el apartamento donde anteriormente vivían Min-yong y Shin Ji, y cuando ella regresa de Moscú se vuelve su compañera de casa. |
| Park Min-young Jang Ji-min | Kang Yoo-mi                  | -                | Es la novia de Lee Min-ho. Es una joven atractiva, a quien no le va muy bien en la escuela. Es tres años mayor que sus compañeros de clases, sin embargo solo Min-ho, Lee Yoon-ho, Lee Min-yong y Kim Bum lo saben, pero no les importa. |
| Kim Bum                    | Kim Bum                      | -                | Es el mejor amigo de Lee Min-ho, desea convertirse en un miembro respetable de su familia. Ambos son muy cercanos y se cuidan el uno al otro, sin embargo secretamente está enamorado de Kang Yoo-mi, la novia de Min-ho. |
| Shin Ji                    | Shin Ji (aka. Shin Bong-hee) | -                | Es la exesposa de Lee Min-yong y la madre de Lee Jun. Ama la música, por lo que trata de conseguir un trabajo en la industria musical, cantando canciones para comerciales y tomando audiciones para musicales. Le pide el divorcio a Min-yong, deseando irse a estudiar a Moscú, sin embargo luego de fracasar poco después regresa a Corea. |

### Personajes recurrentes
| Actor                       | Personaje                               | N.º de episodios | Notas |
| --------------------------- | --------------------------------------- | ---------------- | --- |
| Lee Su-na                   | Lee Su-na Gaeseong-daek Lee Yu-na       | -                | Es la mejor amiga de Na Moon-hee, que se encuentra en la cárcel por haber asesinado a su hermana. Cada vez que se escapa, huye a casa de Moon-hee, pero todas las veces Soon-jae la entrega a la policía.                               |
| Yeom Seung-hyun             | Yeom Seung-hyun                         | -                | Es un compañero de clases de Min-ho y Yoon-ho, y el rival de Yoon-ho para ganar la atención de Seo Min-jung. |
| Hwang Chansung              | Hwang Chan-sung                         | -                | Es el amigo de Yum Seung-hyun y uno de los rivales de Yoon-ho. Le encanta crear problemas en la escuela "Pungpa High School", sin embargo después de ser traicionado por Seung-hyun, se hace amigo de Yoon-ho.                          |
| Go Chae-min Seo Kyeong-seok | Lee Jun (de pequeño) Lee Jun (a los 25) | -                | Es el hijo pequeño de Min-yong y Shin Ji. |
| Na Hye-mi                   | Na Hye-mi                               | -                | Es una compañera de clases de Yoo-mi, que es transferida desde una escuela diferente. Está enamorada de Yoon-ho a quien persigue públicamente y dice que es su novia, constantemente miente para llamar su atención, lo que lo molesta. |
| Hong Sun-chang              | Hong Sun-chang                          | -                | Es el subdirector de la escuela "Pungpa High School" y un hombre extremadamente sarcástico. |
| Yoon Seo-hyun               | Lee Seo-hyun                            | -                | Es un detective que generalmente maneja los casos que involucran a la familia de Yoo-mi. Está enamorado de Shin Ji. |
| Kim Ji-hoo                  | Kim Byeong-uk                           | -                | Es el director de la escuela. |
| Seo Bae-joon                | Yeon-min                                | -                | |

### Otros personajes
| Actor                  | Personaje     | Episodio donde apareció | Notas |
| ---------------------- | ------------- | ----------------------- | --- |
| Seo Hyun               | Han Young-min | -                       | Es un miembro del personal del musical donde participa Shin Ji. A pesar de ser mayor, está enamorado de ella, salen por un corto período de tiempo. |
| Kim Young-ok           | Gyeon-gae     | -                       | Es la prima de Lee Soon-jae. |
| Kim Kyung-ryong        | Mr. Kang      | 125                     | Es el padre de Yoo-mi, un hombre misterioso que tiene una agenda oculta. Aparentemente muere luego de recibir un disparo en el pecho y su cuerpo es encontrado por Lee Min-yong, sin embargo más tarde se revela que en realidad trabajaba como agente para Corea del Norte, sin embargo luego de cambiar de bando, fue perseguido por sus antiguos camaradas y asesinado. |
| Jang Se-hyun           | -             | -                       | Es el amigo de Kim Bum. |
| Yang Jung-won          | -             | -                       | Es una amiga de Yoo-mi. |
| Park Joon-geum         | -             | -                       | Es la madre de Seo Min-jung. |
| Jeong Shin-woo         | Yu            | -                       | Es una enfermera. |
| Park Seung-chan        | Park          | -                       | Es una enfermera. |
| Kim Seon-eun (김선은)  | -             | -                       | Es un guardaespaldas. |
| Im Seung-joon (임승준) | -             | -                       | |
| Kang Soo-young         | -             | -                       | |
| Heo Hyung-hwa          | -             | -                       | |

### Apariciones especiales
| Actor           | Personaje      | Episodio donde apareció | Notas                                                                                       |
| --------------- | -------------- | ----------------------- | ------------------------------------------------------------------------------------------- |
| Kim Hee-jung    | Mi-hyeon       | 164                     | Es una estudiante.                                                                          |
| Kim Hye-ri      | Hye-ri         | 155                     | Es el primer amor de Lee Joon-ha.                                                           |
| Tablo           | Tablo          | 150                     | Es un maestro de inglés que está enamorado de Min-jung.                                     |
| Lee Se-young    | Lee Se-young   | 143                     | Es una estudiante del 10.º grado.                                                           |
| Noh Joo-hyun    | Noh Joo-hyun   | 125                     | Es el padre de Seo Min-jung, no está de acuerdo en la relación de su hija con Lee Min-yong. |
| Jung Jin-young  | Jung Jin-young | 108                     | Es un repartidor de pollo.                                                                  |
| So Yoo-jin      | -              | 107                     | Es una mucama.                                                                              |
| Kwon Oh-joong   | Kwon Oh-joong  | 101                     | Es un maestro.                                                                              |
| Yoon Seung-ah   | Yoon Seung-ah  | 94, 98                  |                                                                                             |
| Jo Won-seok     | Jo Won-seok    | 83                      | Es un director de música que trata de contratar a Shin Ji.                                  |
| Yoon Gi-won     | Yoon Gi-won    | 82                      | Es un maestro de Educación Física.                                                          |
| Park Jung-soo   | -              | 80                      | Es la madre de Park Hae-mi.                                                                 |
| Park Chan-yeol  | -              | 71                      | Es un estudiante.                                                                           |
| Clara           | Kim Yoon-joo   | 64                      |                                                                                             |
| Yoon Seong-ho   | Yoon Seong-ho  | 60                      | Es un amigo de Joon-ha.                                                                     |
| Chun Myung-hoon | -              | 26                      | Es un hombre que se acerca a Shin Ji.                                                       |
| Kim Mi-ryeo     | Kim Mi-ryeo    | -                       | Es una amiga de Min-jung, que está enamorada de Yoon-ho.                                    |
| Ivy             | Ivy            | -                       | Es una paciente del hospital.                                                               |
| Hong Seung-beom | -              | -                       | Es un reportero.                                                                            |
| Kim Gwang-in    | -              | -                       |                                                                                             |
| Jung Byung-ho   | -              | -                       |                                                                                             |
| Gong Jae-won    | -              | -                       | Es el fotógrafo de la familia.                                                              |
| Lee Jung-sung   | -              | -                       | Es un presentador de noticias.                                                              |
| Kim Choo-wol    | -              | -                       |                                                                                             |
| Baek Chan-gi    | -              | -                       |                                                                                             |
| Kim Hee-ra      | -              | -                       |                                                                                             |

## Episodios
La serie está conformada por 167 episodios, los cuales fueron emitidos todos los lunes a viernes en formato de sitcom a las 20:20hrs. (KST).

## Música
El Soundtrack de la serie estuvo conformado por dos partes y una edición especial, el tema inicial de la serie es "Unstoppable High Kick" del grupo musical Moogadang.

### Parte 1
| No. | Intérprete | Canción                 | Notas |
| --- | ---------- | ----------------------- | ----- |
| 1   | Moogadang  | "Unstoppable High Kick" | -     |
| 2   | Moogadang  | "Love U Like U"         | -     |
| 3   | Moogadang  | "Why Is It"             | -     |
| 4   | Moogadang  | "Sambuja Song"          | -     |

### Parte 2
| No. | Intérprete    | Canción        | Notas |
| --- | ------------- | -------------- | ----- |
| 1   | Lee Gyeong-mi | "Love to Ride" | -     |
| 2   | Lee Eun-ju    | "In Place"     | -     |

### Edición especial
| No. | Intérprete    | Canción        | Notas              |
| --- | ------------- | -------------- | ------------------ |
| 1   | Lee Gyeong-mi | "Love to Ride" | (versión completa) |

## Premios y nominaciones
| Año  | Categoría                                        | Premios                     | Nominadas (os)               | Resultado |
| ---- | ------------------------------------------------ | --------------------------- | ---------------------------- | --------- |
| 2007 | Grand Prize/Daesang                              | 7th MBC Entertainment Award | Lee Soon-jae                 | Ganó      |
| 2007 | Top Excellence Award, Actress in a Comedy/Sitcom | 7th MBC Entertainment Award | Na Moon-hee                  | Ganó      |
| 2007 | Popularity Award, Actor in a Comedy/Sitcom       | 7th MBC Entertainment Award | Choi Min-yong                | Ganó      |
| 2007 | Best New Actress in Comedy/Sitcom                | 7th MBC Entertainment Award | Park Min-young               | Ganó      |
| 2007 | Achievement Award                                | 1st Korea Drama Award       | Lee Soon-jae                 | Ganó      |
| 2007 | Best Casting                                     | 1st Mnet 20's Choice Award  | Lee Soon-jae                 | Ganó      |
| 2007 | Best Kiss                                        | 1st Mnet 20's Choice Award  | Choi Min-yong y Seo Min-jung | Ganaron   |
| 2007 | Photogenic Award                                 | 8th Korea Visual Arts Award | Lee Soon-jae                 | Ganó      |
| 2007 | Best Entertainment Program                       | Baek Sang TV                | "High Kick!"                 | Nominado  |

## Producción
La serie fue creada por Kim Byeong-wook y también es conocida como "High Kick without Hesitation" y/o "Unstoppable High Kick".
Fue dirigida por Kim Byeong-wook, Kim Chang-dong y Kim Young-ki, quienes contaron con el apoyo de los guionistas Song Jae-jeong, Lee Young-chul, Lee So-jeong, Choi Jeong-hyeon y Bang Bong-won. Mientras que la producción estuvo a cargo del productor Kim Jeong-wook (김정욱).
La serie contó con el apoyo de la compañía de producción "Chorokbaem Media".

### Recepción
A su estreno la serie fue bien recibida por los televidentes, manteniendo sus calificaciones por encima del 20%. Debido a la gran popularidad de la serie, se realizaron dos secuelas "High Kick Through The Roof" (지붕 뚫고 하이킥) y "High Kick: Revenge of the Short Legged" (하이킥! : 짧은 다리의 역습).

### Spin-offs
- High Kick Through The Roof

La primera secuela de la serie fue titulada "High Kick Through The Roof" (지붕 뚫고 하이킥), emitida del 7 de septiembre del 2009 al 19 de marzo del 2010. La serie giró en torno a la vida de la familia Lee y estuvo conformada por 126 episodios.
La serie fue protagonizada por Lee Soon-jae, Oh Hyun-kyung, Choi Daniel, Yoon Shi-yoon, Jin Ji-hee, Kim Ja-ok, Jeong Bo-seok, Hwang Jung-eum, Shin Se-kyung, Seo Shin-ae y Lee Gi-kwang.
- High Kick: Revenge of the Short Legged

Posteriormente "High Kick: Revenge of the Short Legged" (하이킥! : 짧은 다리의 역습) fue emitida del 19 de septiembre del 2011 al 29 de marzo del 2012 y giró en torno a la vida de la familia Ahn y sus vecinos, explorando la vida de las personas que están deprimidas y cómo se recuperan.
La serie estuvo conformada por 123 episodios y fue protagonizada por Ahn Nae-sang, Yoon Yoo-sun, Yoon Kye-sang, Seo Ji-seok, Lee Jong-suk, Krystal Jung, Park Ha-sun, Baek Jin-hee, Kim Ji-won, Julien Kang, Kang Seung-yoon, Lee Juck, Park Ji-sun, Go Young-wook y Yoon Gun.

### Adaptaciones
La serie fue adaptada en Vietnam por "Điền Quân Media & Entertainment". El primer episodio fue transmitido de lunes a jueves, a partir del 18 de enero del 2017.

### Emisión internacional
| País      | Título           | Cadena | Fecha de emisión                        | Notas                                                                                       |
| --------- | ---------------- | ------ | --------------------------------------- | ------------------------------------------------------------------------------------------- |
| Filipinas | -                | TV5    | 5 de abril de 2010                      | (la canción "Diamond Shotgun" del grupo Chicosci fue usada como tema principal de la serie) |
| Japón     | -                | KNTV   | 21 de mayo de 2007 - 8 de enero de 2008 |                                                                                             |
| Vietnam   | Gia đình là số 1 | HTV3   | 11 de noviembre de 2009                 |                                                                                             |